# Merope (Tochter des Okeanos)
Merope (altgriechisch Μερόπη Merópē) ist in der griechischen Mythologie eine der Okeaniden, Töchter des Okeanos.
Durch Klymenos ist sie die Mutter des Phaethon.